# Flokiranje
Flokiranje je ponašanje koje se pokazuje kada grupa ptica, zvana jato, traži hranu ili leti. Ovce i koze takođe pokazuju ponašanje stada.
Kompjuterske simulacije i matematički modeli koji su razvijeni da oponašaju ponašanje ptica u jatu takođe se generalno mogu primeniti na ponašanje drugih vrsta u jatu. Kao rezultat toga, termin „jaćanje“ se ponekad primenjuje u računarskoj nauci i na druge vrste osim ptica, da označava kolektivno kretanje grupe samohodnih entiteta, kolektivno ponašanje životinja koje pokazuju mnoga živa bića kao što su ribe, bakterije, i insekti.
Flokiranje se smatra pojavnim ponašanjem koje proizilazi iz jednostavnih pravila koja se pridržavaju pojedinci i ne uključuje nikakvu centralnu koordinaciju.

## Literatura
- Bouffanais, Roland (2016). Design and Control of Swarm Dynamics. SpringerBriefs in Complexity. Springer Singapore. ISBN 9789812877505. doi:10.1007/978-981-287-751-2.
- Cucker, Felipe; Steve Smale (2007). „The Mathematics of Emergence” (PDF). Japanese Journal of Mathematics. 2: 197—227. S2CID 2637067. doi:10.1007/s11537-007-0647-x. Приступљено 2008-06-09.
- Shen, Jackie (Jianhong) (2008). „Cucker–Smale Flocking under Hierarchical Leadership”. SIAM J. Appl. Math. 68 (3): 694—719. S2CID 14655317. arXiv:q-bio/0610048 . doi:10.1137/060673254. Приступљено 2008-06-09.
- Fine, B.T.; D.A. Shell (2013). „Unifying microscopic flocking motion models for virtual, robotic, and biological flock members.”. Auton. Robots. 35 (2–3): 195—219. S2CID 14091388. doi:10.1007/s10514-013-9338-z.
- Vásárhelyi, G.; C. Virágh; G. Somorjai; T. Nepusz; A.E. Eiben; T. Vicsek (2018). „Optimized flocking of autonomous drones in confined environments”. Science Robotics (објављено 18. 7. 2018). 3 (20): eaat3536. PMID 33141727. doi:10.1126/scirobotics.aat3536 . hdl:1871.1/87dd0889-cb66-4699-a27b-fc34f75e9b6d .

## Spoljašnje veze
- Craig Reynolds' Boids page
- Iztok Lebar Bajec's fuzzy logic based flocking publications
- Murmurations of starlings (BBC videos)
- Drone flight captures Norfolk starlings murmuration (BBC videos)